# 泉谷満寿裕
泉谷 満寿裕（いずみや ますひろ、1964年〈昭和39年〉4月28日 - ）は、日本の政治家。石川県珠洲市長（5期）。

## 来歴
1987年（昭和62年）3月、早稲田大学政治経済学部政治学科卒業。同年4月、野村證券に就職。1995年（平成7年）4月、同社を退社。1855年（安政2年）創業の泉谷菓子舗（実家。「いも菓子」で知られる）に転職。2003年（平成15年）11月、泉谷菓子舗代表となる。2004年（平成16年）7月、食料品卸会社の代表取締役に就任。
2006年（平成18年）5月1日、珠洲市長の貝蔵治が健康上の理由により辞職。同年6月11日に行われた市長選挙に出馬。自由民主党の推薦を受けた前助役の木之下明との一騎打ちを制し初当選した（泉谷：8,413票、木之下：5,287票）。投票率は84.19％だった。
2010年（平成22年）、再選。2014年（平成26年）、3選。2018年（平成30年）、4選。2022年（令和4年）、5選。